# Ecología política
Ecología política es el estudio de las relaciones entre los factores políticos, económicos y sociales con los conflictos y cambios ambientales. A diferencia de los estudios ecológicos apolíticos, la ecología política politiza los problemas y fenómenos ambientales.
Esta disciplina académica ofrece estudios de amplio alcance que integran las ciencias sociales ecológicas con la economía política, en temas como la degradación y la marginación, los conflictos ambientales, la conservación y el control, y las identidades ambientales y los movimientos sociales.

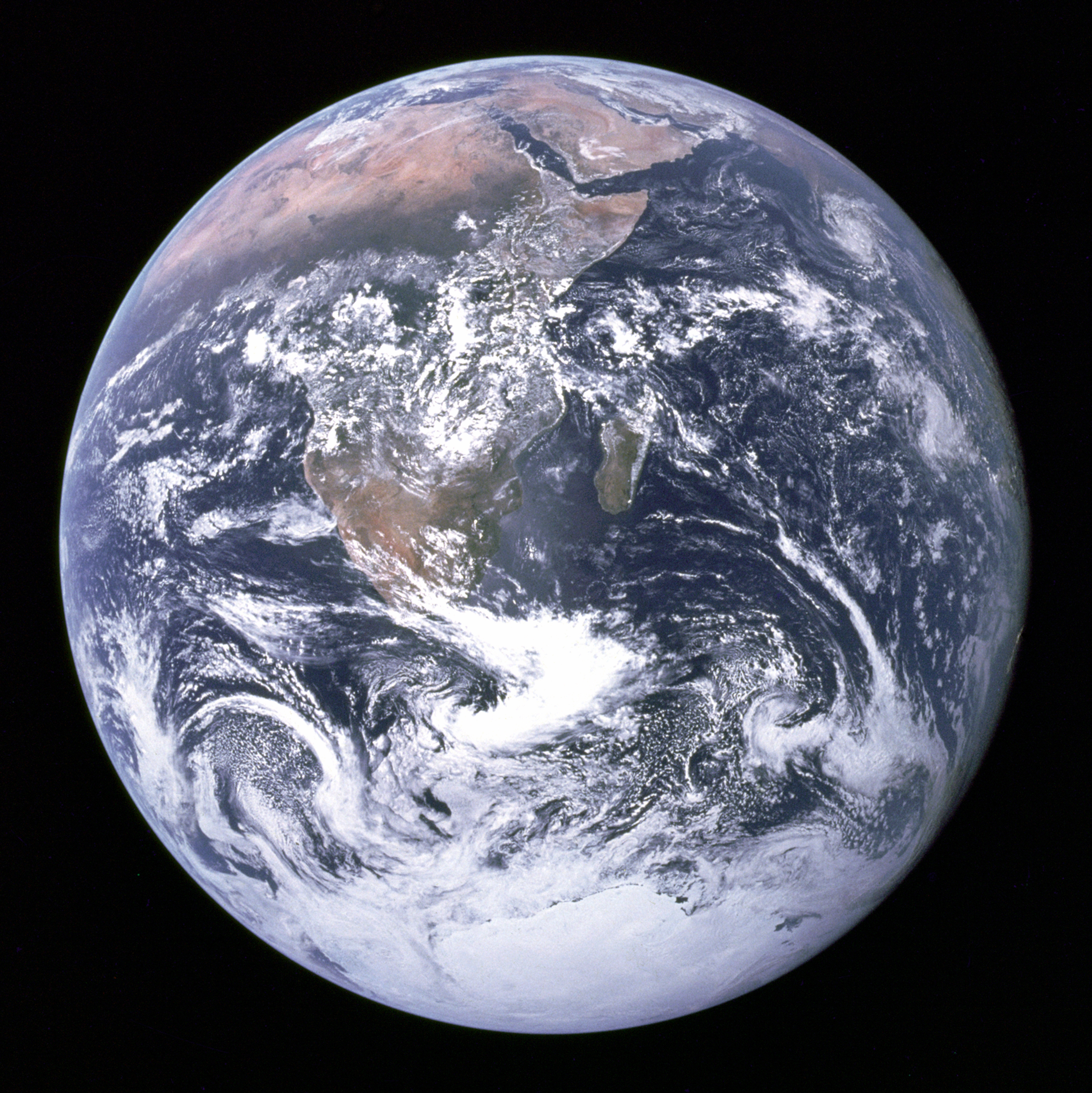
La Tierra vista desde el Apolo 17.

En el ámbito hispanohablante, múltiples enfoques ampliaron la perspectiva de la ecología política. Por ejemplo, Marone y Bunge (1998) han propuesto una base epistemológica sólida para el análisis ecológico a través de una explicación científica rigurosa, mientras que Aguiar y Batista (1998) proponen un abordaje educativo que considera al ambiente como una construcción social y política. Además, Tobón (2006) entienden  la importancia de integrar la formación por competencias en la educación ambiental crítica.
Estas contribuciones permiten enriquecer y diversificar  la ecología política con herramientas conceptuales aplicables a la educación, la planificación ambiental y la gestión territorial en contextos de desigualdad.

## Orígenes
El término "ecología política" fue acuñado por primera vez por Frank Thone en un artículo publicado en 1935. Se ha utilizado ampliamente desde entonces en el contexto de la geografía humana y la ecología humana, pero sin una definición sistemática. El antropólogo Eric R. Wolf le dio una segunda vida en 1972 en un artículo titulado "Propiedad y ecología política", en el que analiza cómo las reglas locales de propiedad y herencia "median entre las presiones que emanan de la sociedad en general y las exigencias del ecosistema local", pero no desarrolló más el concepto. Otros atribuyen los orígenes del término a otros trabajos tempranos de Eric R. Wolf, Michael J. Watts, Susanna Hecht y otros autores en los años setenta y ochenta. 
Este campo académico se originó gracias al desarrollo de la geografía del desarrollo y la ecología cultural, particularmente el trabajo de Piers Blaikie sobre los orígenes sociopolíticos de la erosión del suelo. Históricamente, la ecología política se ha centrado en los fenómenos y en el mundo en desarrollo; desde sus inicios, "la investigación ha tratado principalmente de comprender la dinámica política que rodea las luchas materiales y discursivas sobre el medio ambiente en el tercer mundo".
Los académicos en ecología política provienen de una variedad de disciplinas, que incluyen geografía, antropología, estudios de desarrollo, ciencias políticas, economía, sociología, silvicultura e historia ambiental. 
Petra Kelly tomó la ecología política como base académica para fundar el Partido Verde alemán, organización que luego se extendió por toda Europa. 

## Visión general
El amplio alcance y la naturaleza interdisciplinaria de la ecología política se presta a múltiples definiciones. Sin embargo, existe un cierto consenso sobre el término. Raymond L. Bryant y Sinéad Bailey desarrollaron tres supuestos fundamentales en la práctica de la ecología política: 
- Primero, los cambios en el medio ambiente no afectan a la sociedad de manera homogénea: las diferencias políticas, sociales y económicas explican la distribución desigual de los costos y beneficios.
- Segundo, "cualquier cambio en las condiciones ambientales debe afectar el status quo político y económico".[11]
- En tercer lugar, la distribución desigual de costos y beneficios y el refuerzo o la reducción de las desigualdades preexistentes tienen implicaciones políticas en términos de las relaciones de poder alteradas que luego resultan.

Además, la ecología política intenta proporcionar críticas y alternativas en la interacción del medio ambiente y los factores políticos, económicos y sociales. Paul Robbins afirma que la disciplina tiene un "entendimiento normativo de que es probable que existan formas mejores, menos coercitivas, menos explotadoras y más sostenibles de hacer las cosas".
A partir de estos supuestos, la ecología política puede usarse para: 
- informar a los formuladores de políticas y organizaciones sobre las complejidades que rodean el medio ambiente y el desarrollo, contribuyendo así a una mejor gobernanza ambiental;
- comprender las decisiones que toman las comunidades sobre el entorno natural en el contexto de su entorno político, presión económica y regulaciones sociales;
- mirar cómo las relaciones desiguales en y entre las sociedades afectan el medio ambiente natural, especialmente en el contexto de la política gubernamental.

## Alcance e influencias
El movimiento de la ecología política como campo desde su inicio en la década de 1970 ha complicado su alcance y objetivos. A través de la historia de la disciplina, ciertas figuras han cobrado más relevancia, en detrimento de una mejor determinación del enfoque del campo disciplinar. Peter A. Walker traza la importancia de las ciencias ecológicas en la ecología política. Señala la transición, para muchos críticos, de un enfoque "estructuralista" a través de los años 70 y 80, en el que la ecología mantiene una posición clave en la disciplina, a un enfoque "postestructuralista" con énfasis en la "política" en ecología política. Este giro ha planteado preguntas sobre la diferenciación con la política ambiental, así como el uso del campo del término de "ecología". Las investigaciones en el campo de la ecología política han pasado de investigar la influencia política en la superficie terrestre a enfocarse en influencias espaciales-ecológicas en las políticas y el poder, un foco que recuerda a los estudios sobre políticas del medio ambiente.
El campo académico se nutrió mucho de la ecología cultural, una forma de análisis que mostró cómo la cultura depende y está influenciada por las condiciones materiales de la sociedad. Según Walker, la ecología política ha eclipsado en gran medida a la ecología cultural como una forma de análisis. Como afirma Walker, "mientras que la ecología cultural y la teoría de sistemas enfatizan la adaptación y la homeostasis, la ecología política enfatiza el papel de la economía política como una fuerza de mala adaptación e inestabilidad".
Los ecologistas políticos a menudo usan marcos de economía política para analizar los problemas ambientales. Los primeros y destacados ejemplos de esto fueron Violencia silenciosa: alimentos, hambruna y campesinado en el norte de Nigeria por Michael Watts en 1983, que relacionó la hambruna en el norte de Nigeria durante la década de 1970 a los efectos del colonialismo, en lugar de una consecuencia inevitable de la sequía en el Sahel, y La economía política de la erosión del suelo en los países en desarrollo por Piers Blaikie en 1985, que rastreó la degradación de la tierra en África a las políticas coloniales de apropiación de la tierra, en lugar de la sobreexplotación por parte de los agricultores africanos. 

## Enfoques educativos y científicos en América Latina
En América Latina, diversas perspectivas científicas y pedagógicas han contribuido al desarrollo de la ecología política, incorporando enfoques vinculados a la educación ambiental, la gestión territorial y la conservación urbana.
Desde el campo educativo, algunos autores sostienen que la formación por competencias permite integrar los aspectos sociales, políticos y ecológicos del conocimiento, promoviendo una educación crítica orientada a la resolución de conflictos socioambientales. Esta perspectiva resalta el papel de la educación en la construcción de ciudadanos capaces de comprender y actuar frente a las problemáticas ambientales.
En cuanto a la conservación y el ordenamiento urbano, Manzione et al. (2015) proponen el desarrollo de reservas naturales urbanas como espacios para la educación ecológica y la participación comunitaria. Por su parte, Bertonatti (2021) plantea que cada ciudad debería contar con al menos una reserva natural urbana, a fin de garantizar el acceso equitativo a la naturaleza y contribuir a la sostenibilidad ambiental en contextos urbanos.
En el ámbito curricular, Vargas Leyva (2008) destaca la relevancia del diseño curricular por competencias como herramienta para articular contenidos ecológicos con procesos educativos orientados a la transformación social.
Estos enfoques permiten enriquecer la ecología política desde una mirada regional, incorporando prácticas educativas y territoriales vinculadas con el ambiente y la sociedad.

## Pensadores de la ecología política
| - Anthony Bebbington - Piers Blaikie - Bernard Charbonneau - René Dumont - Jacques Ellul - Edward Goldsmith - Nicholas Georgescu-Roegen - Félix Guattari - André Gorz - Iván Illich - Vincent Labeyrie | - Alain Lipietz - Murray Bookchin - Florent Marcellesi - Joan Martínez Alier - Jean Ouimet - Laurent Ozon - Jorge Riechmann - François Terrasson - Philippe Van Parijs - Jean Zin - Víctor Manuel Toledo |